# Thetidia crucigerata
Thetidia crucigerata är en fjärilsart som beskrevs av Hugo Theodor Christoph 1883. Thetidia crucigerata ingår i släktet Thetidia och familjen mätare, Geometridae. Inga underarter finns listade i Catalogue of Life.